# Braubachstraße
Die Braubachstraße ist ein von 1904 bis 1906 angelegter Straßendurchbruch in der Frankfurter Altstadt.

## Lage

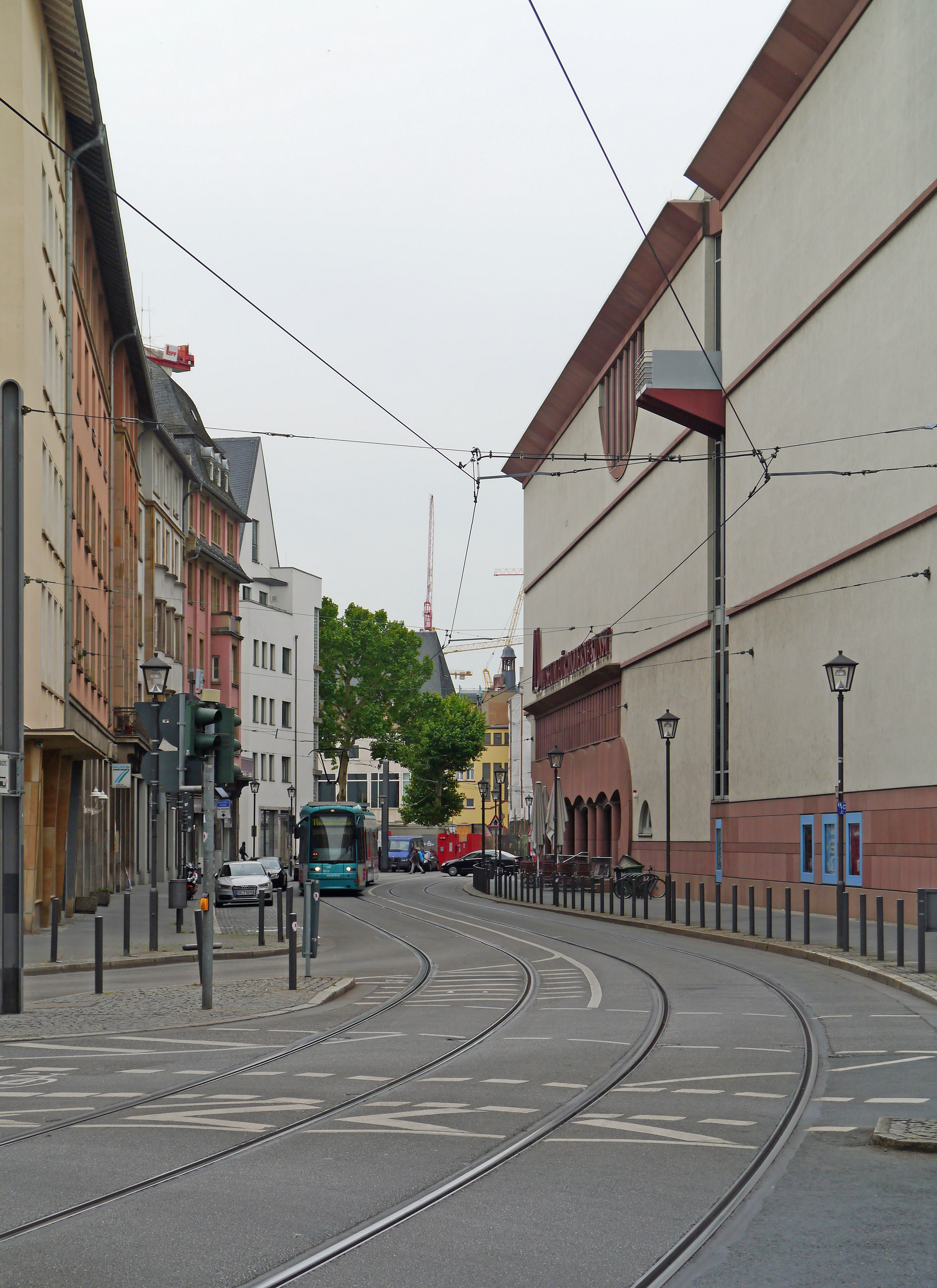
Blick aus Richtung Fahrgasse in die Braubachstraße

Die Straße beginnt im Osten der Altstadt an der Fahrgasse, wo diese die Berliner Straße und die Battonnstraße kreuzt. Von hier aus verläuft sie in westlicher Richtung bis zum Römerberg und zur Neuen Kräme. Nach etwa 318 Metern beginnt dann der Paulsplatz. Nach etwa 100 Metern des Verlaufs wird die Braubachstraße beim Museum für Moderne Kunst von der Domstraße gekreuzt, die von der nördlichen Berliner Straße bis Domplatz verläuft. Auf ihrer gesamten Länge wird die Braubachstraße von den Straßenbahnlinien 11, 12 und 14 befahren.

## Geschichte

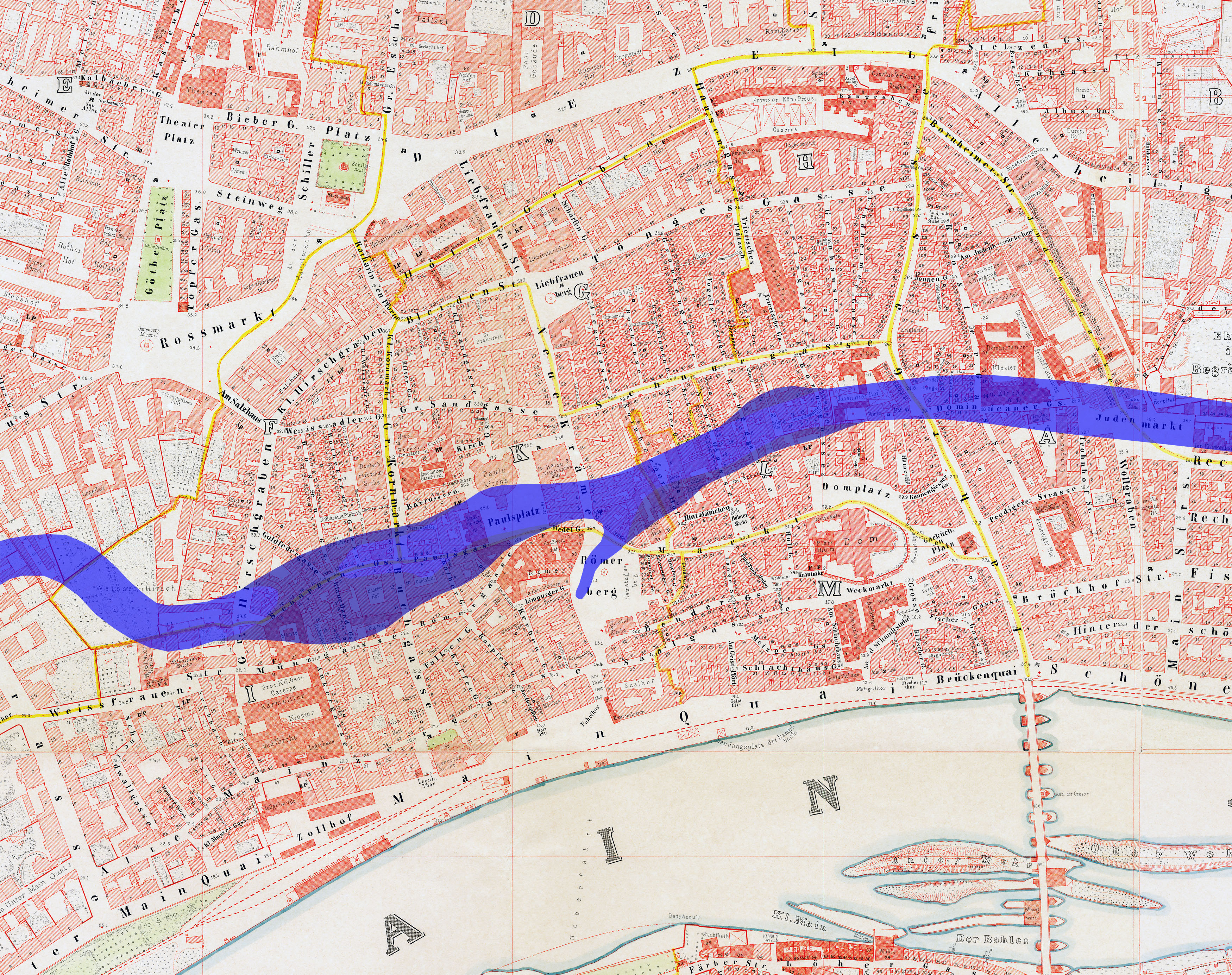
Einstiger Verlauf der Braubach nach Karl Nahrgang, Ravenstein-Plan von 1862

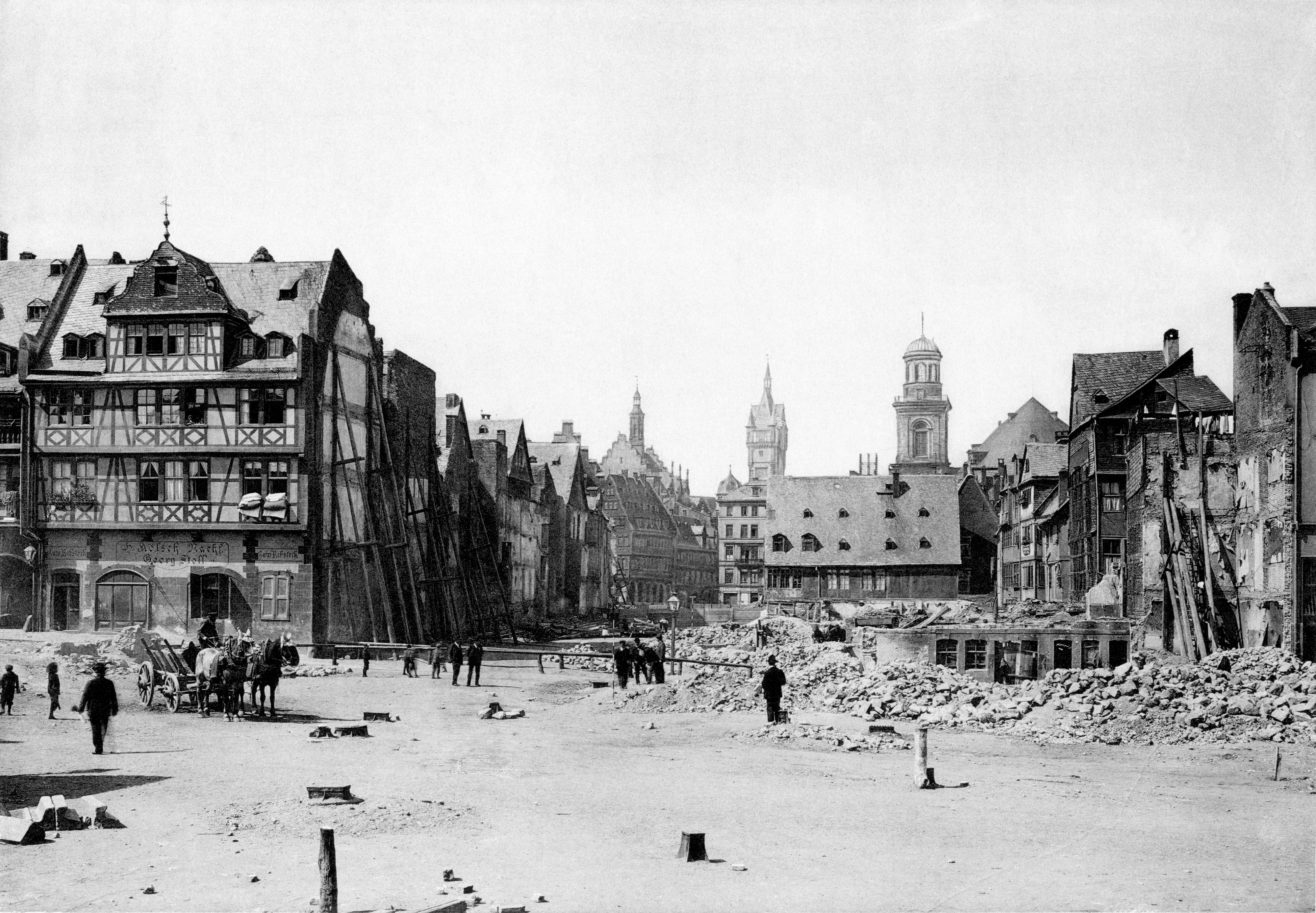
Abgeräumtes Gebiet der künftigen Braubachstraße von Höhe der einstigen Borngasse nach Westen, um 1906
(Fotografie von Carl Friedrich Fay)

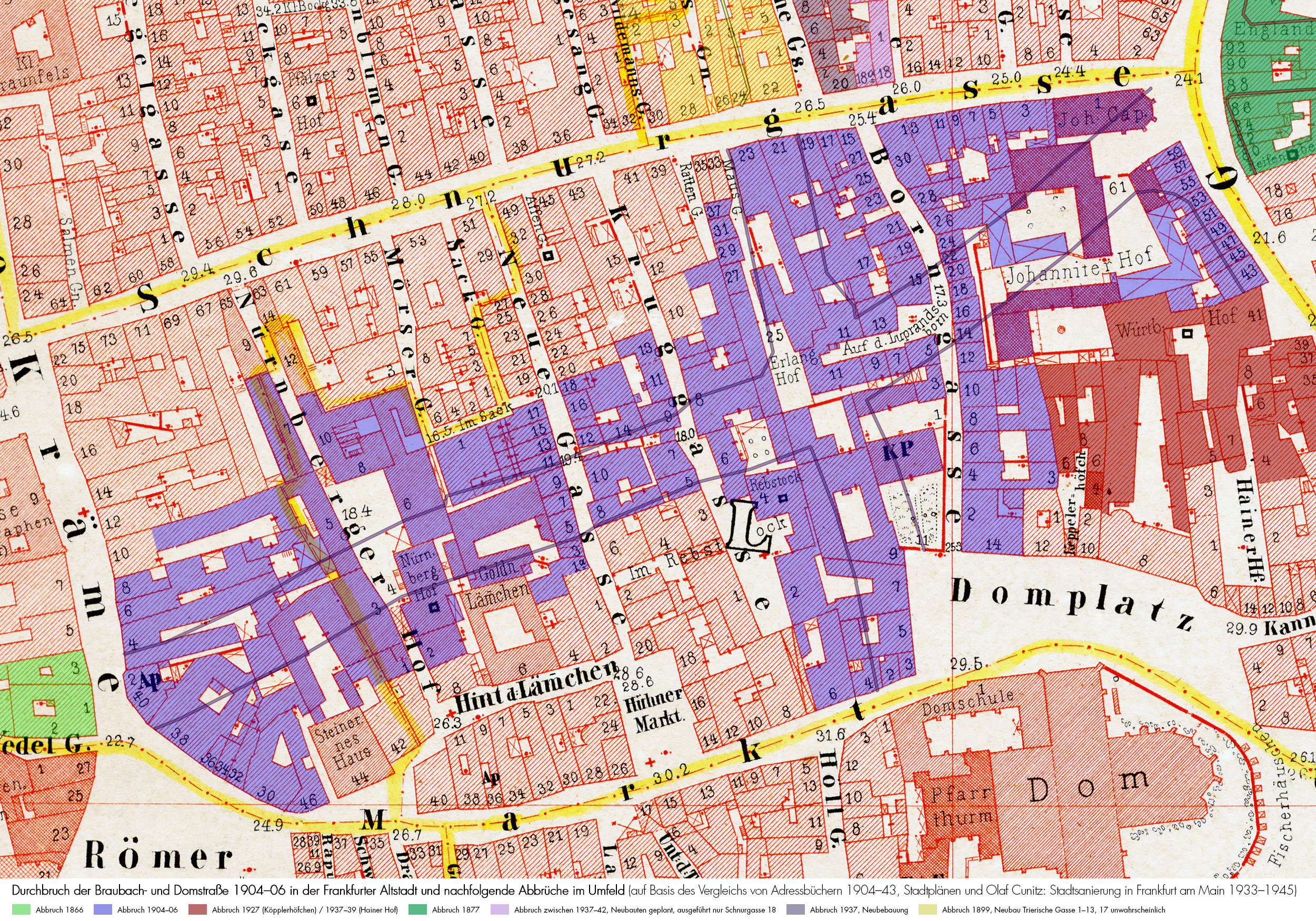
Schematische Darstellung des Straßendurchbruchs, Ravenstein-Plan von 1862

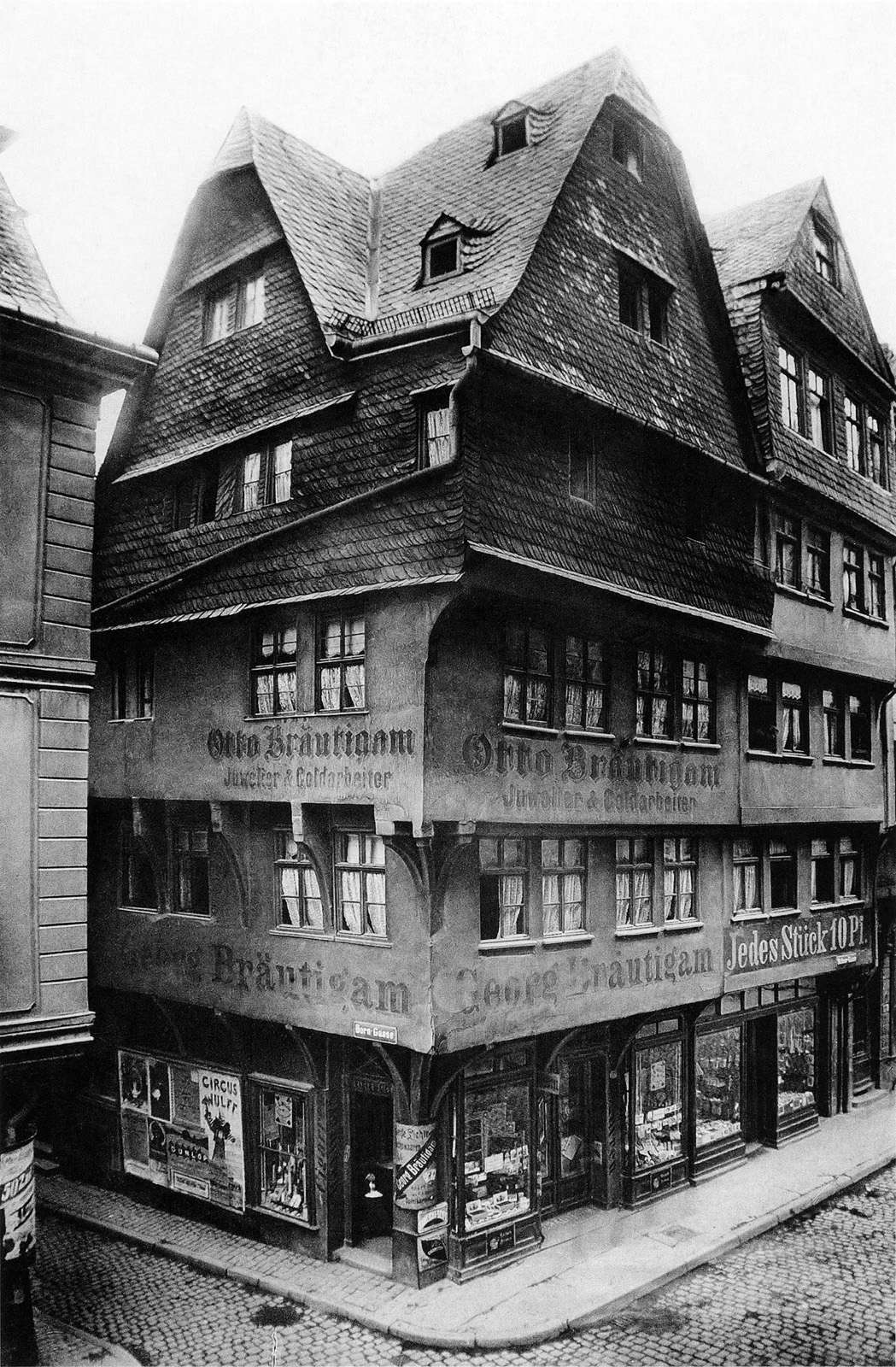
Großer Steinheimer, um 1880

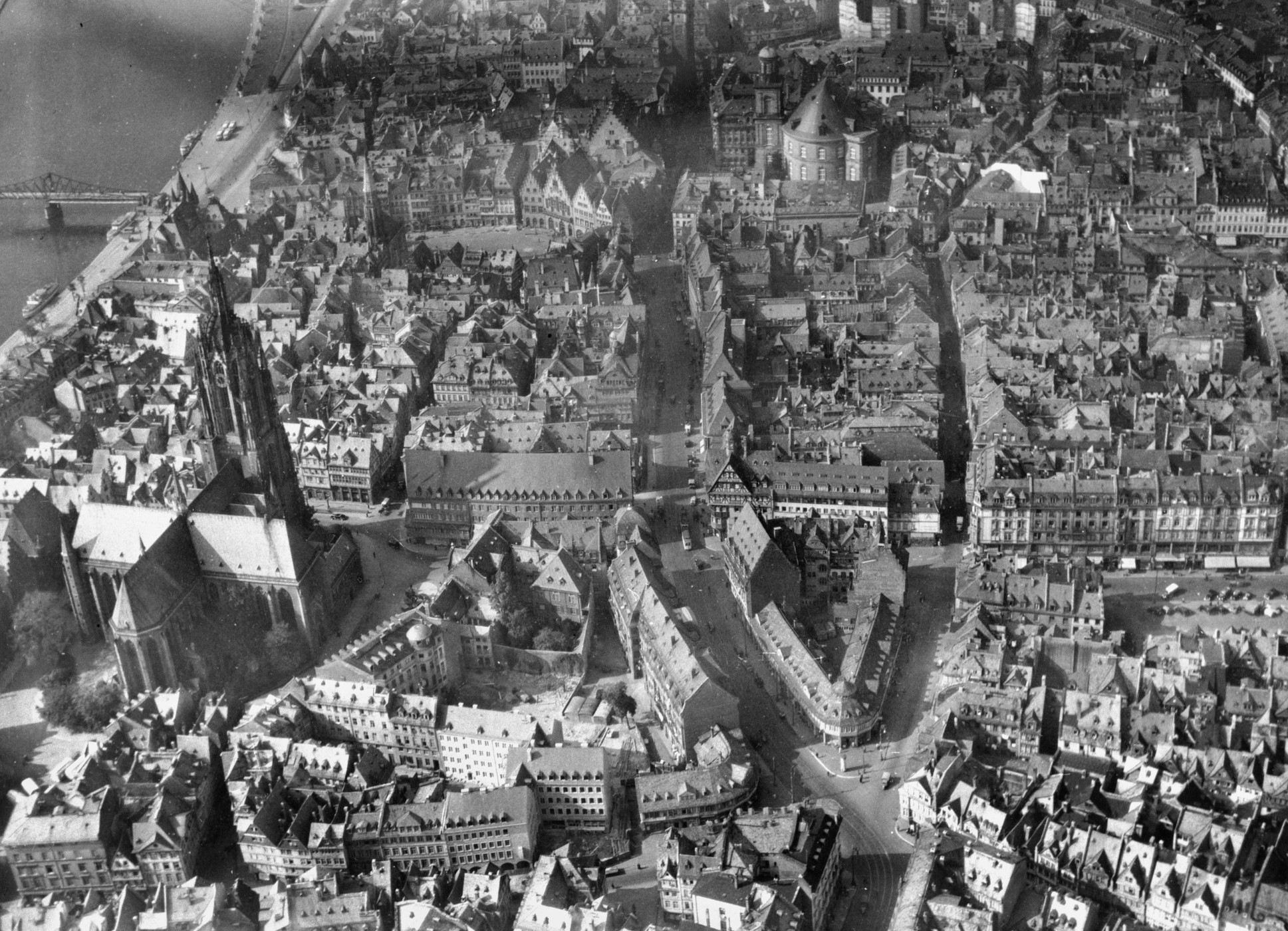
Luftbild der Frankfurter Altstadt von 1942 – In der Mitte die Braubachstraße

Die Braubach war ein bereits im ersten christlichen Jahrtausend verlandeter Nebenarm des Mains, der im Altstadtbereich ungefähr dem Verlauf der heutigen gleichnamigen Straße folgte. Wie archäologische Befunde im Verlaufe des 20. Jahrhunderts bewiesen, nutzte die älteste, wohl um das Jahr 1000 angelegte Stadtmauer sie daher als vorgelagerten, natürlichen Graben. Mit der wachsenden Größe Frankfurts war die Braubach bald ein als Antauche bezeichneter Kanal innerhalb der Stadt und floss spätestens ab Mitte des 14. Jahrhunderts nur noch unterirdisch.
In den nun nachfolgenden fast 500 Jahren veränderte sich jener Bereich der Altstadt zwischen der Schnurgasse im Norden und Hinter dem Lämmchen bzw. dem Alten Markt im Süden kaum mehr. Erst in der zweiten Hälfte des 19. Jahrhunderts traten hier Strukturprobleme offen zu Tage, die der Wegfall der einst großen Frankfurter Messe, die zunehmende Industrialisierung und die Entstehung großangelegter neuer Wohngebiete außerhalb der mittelalterlichen Altstadt mit sich gebracht hatten. Die Bausubstanz verfiel zunehmend und in den alten Häusern fanden nun vor allem die unteren sozialen Schichten Platz. Als Allheilmittel für diese Probleme wurden nach dem Pariser Vorbild schon seit Mitte des 19. Jahrhunderts Straßendurchbrüche betrachtet, die die alten Stadtviertel verkehrstechnisch erschließen und so beleben sollten.
Auf dem Höhepunkt dieser Entwicklung entstand in den Jahren 1904 bis 1906 die Braubachstraße parallel mit der sie auf etwa halber Länge in Nord-Süd-Richtung kreuzenden Domstraße. Im Unterschied zu vorigen Straßendurchbrüchen, wo oftmals Straßen nur einseitig verbreitert oder einige wenige Häuser abgerissen wurden, zog sich der Verlauf nun jedoch durch den ältesten Teil der Stadt. Nach einer Idee des Wiener Architekten Camillo Sitte wurde der Straßenverlauf in Form einer weit gezogenen S-Kurve gestaltet, um eine ideale Blickführung entlang der zukünftigen Hausfassaden zu erreichen. Namensgebend war die mittlerweile unter vielen Metern des Zivilisationsschutts befindliche, aber nie in Vergessenheit geratene Braubach, die hier grob dem Verlauf der Straße folgt.
Infolge des Durchbruchs kam es zum Abbruch von weit über hundert Altstadthäusern, von denen viele noch bis ins Mittelalter zurückgingen. Da der Denkmalschutz in jenen Jahren praktisch nicht existierte und es, für heutige Verhältnisse nur schwer vorstellbar, nahezu ausschließlich historische Bausubstanz in der Altstadt gab, wurde ihr Abbruch weitestgehend unkritisch in Kauf genommen. Kennzeichnend ist eine Oberbürgermeister Franz Adickes zugeschriebene Aussage mit dem ungefähren Wortlaut: „Von dem alten Zeug haben wir in der Stadt genug“. Die Dokumentation einzelner Abbruchhäuser durch Otto Laufer wie z. B. des Großen Steinheimers, möglicherweise noch dem 14., sicher aber der 2. Hälfte des 15. Jahrhunderts entstammend, lässt nur in Ansätzen erahnen, welch kulturhistorisch wertvolle Bauten damals dem Fortschritt geopfert wurden.
Der Verlust an Substanz wurde noch dadurch gesteigert, dass man zusätzlich zur Braubachstraße hin groß dimensionierte, historisierende Häuser errichtete, für die durch weitere Abrisse nördlich und südlich der Fluchten erst Parzellen geschaffen werden mussten. Zu den Verlusten zu zählen sind auch weite Teile des Nürnberger Hofs sowie die Hälfte des Goldenen Lämmchens, die beiden letzten großen Messehöfe der Stadt. Vollkommen zerstört wurden die unbekannteren Bauten des Erlanger Hofs, des Württemberger Hofs sowie Reste des Johanniterhofs. Schließlich fielen auch bedeutende Teile des Hofes Rebstock, des Geburtshauses von Friedrich Stoltze. Am Römerberg wurde die gesamte Nordseite bis zum Steinernen Haus abgeräumt, wovon auch die Salzwedel/Hörle-Apotheke „Zum Weißen Schwahnen“ betroffen war, und durch historisierende Bauten, teils unter Verwendung von Originalteilen der Vorgänger, ersetzt. Die Neubebauung zog sich auch nach der Unterbrechung durch den Ersten Weltkrieg noch weit länger als gedacht, die letzte Baulücke auf Höhe des Rebstocks wurde erst Ende der 1930er Jahre geschlossen.
Bei den Bombardements des Zweiten Weltkriegs, denen 1944 praktisch die gesamte Altstadt nördlich und südlich der Braubachstraße zum Opfer fiel, wurden die sie säumenden Bauten selbst vergleichsweise gering beschädigt. Dies war wohl vor allem der Tatsache zuzuschreiben, dass sie fast ausschließlich mit steinernen Massivhäusern bebaut worden war. So wurden bis auf wenige Ausnahmen nur die Dächer und Teile der Fassaden beschädigt, die man, wenn auch größtenteils vereinfacht, nach dem Krieg wiederherstellte.

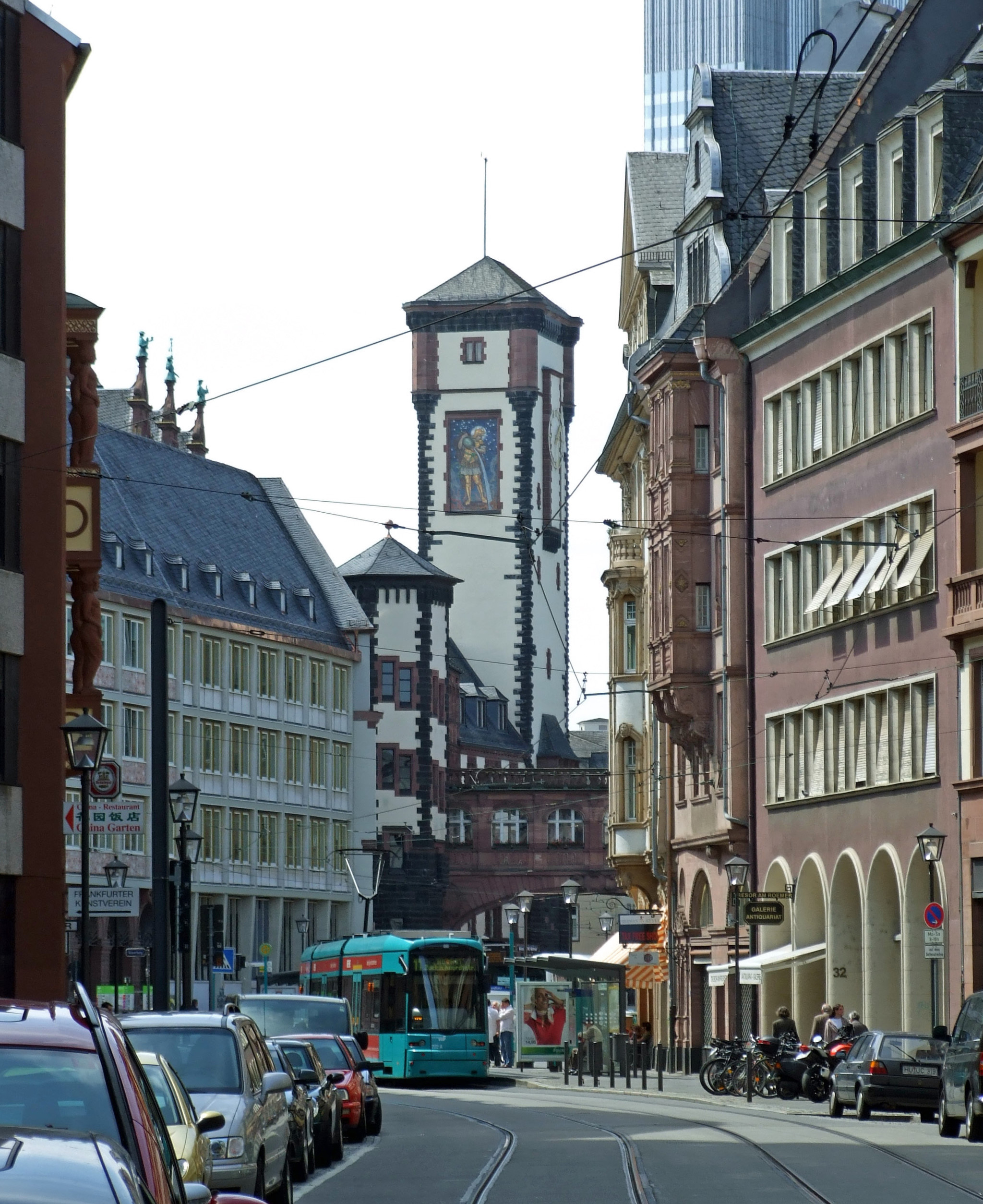
Straßenbahn in der Braubachstraße, Mai 2009

Weit mehr Bausubstanz kostete Anfang der 1970er Jahre der Bau des Technischen Rathauses auf dem Dom-Römer-Gelände. Da es auch zur Braubachstraße hin begehbar sein sollte, wurden für das im brutalistischen Betonstil errichtete Gebäude vier der erhaltenen historistischen Gebäude auf der südlichen Straßenseite abgerissen. Darunter waren auch die spätbarocken, mit dem Haus Nr. 4 verbundenen Reste des Hauses zum Esslinger, einer bedeutenden Frankfurter Goethestätte.

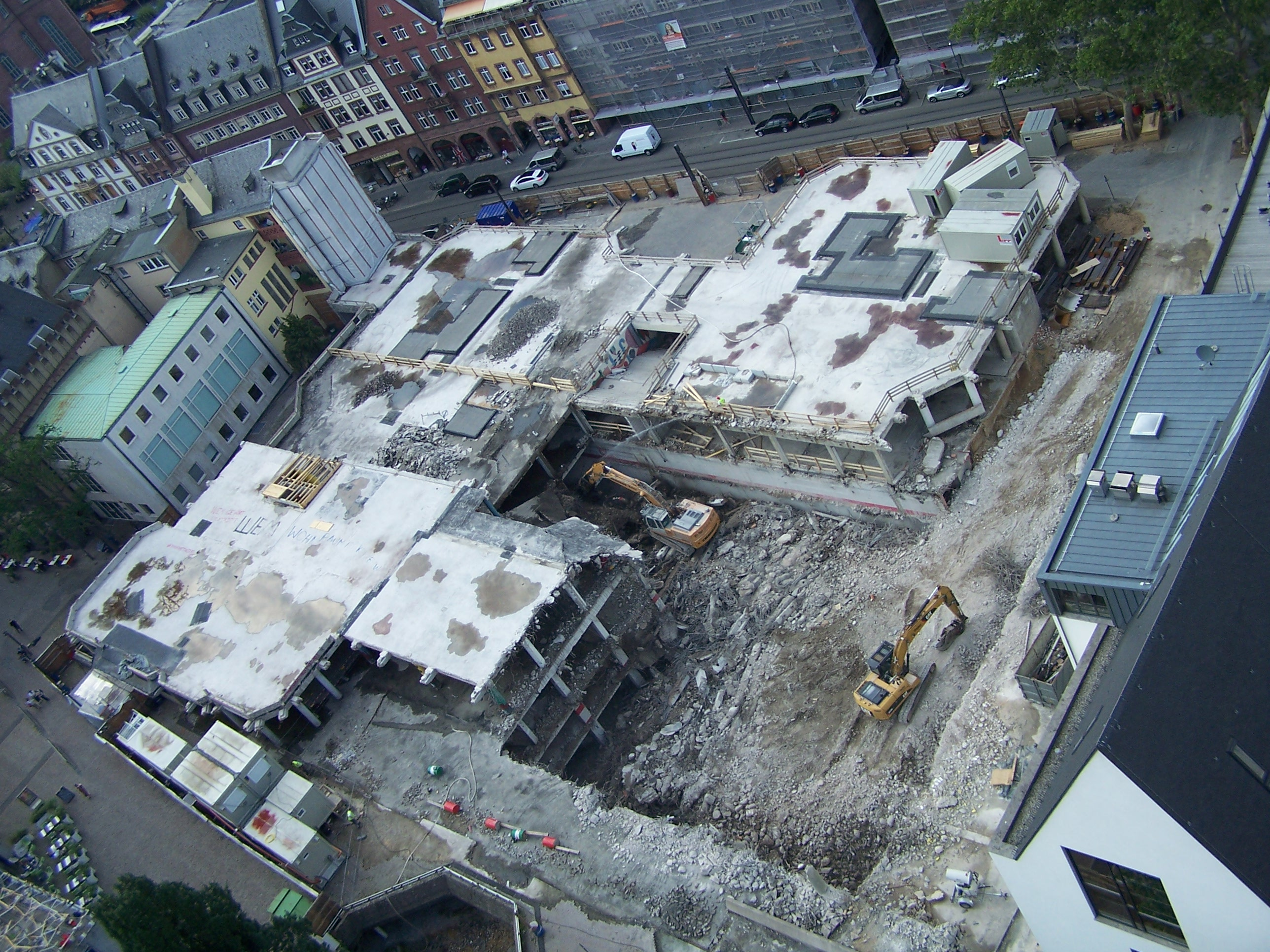
Blick vom Domturm auf das Dom-Römer-Areal: Das weitgehend abgerissene Technische Rathaus, oben die Braubachstraße, rechts das Haus am Dom, August 2011

2010/11 wurde auf Beschluss der Stadtverordnetenversammlung das Technische Rathaus abgerissen und das Gebiet südlich der Braubachstraße anschließend im Rahmen des Dom-Römer-Projektes neu bebaut. Für die Architektur der Neubauten in kleinteiliger Bauweise galt eine Gestaltungssatzung. 15 Gebäude wurden als schöpferische Nachbauten äußerlich rekonstruiert, darunter das Haus Braubachstraße 21.
Die Häuser Braubachstraße 23, 27, 29 und 31 sind Neubauten. Zwischen Nr. 23 und 27 entstand die historische Neugasse wieder, als Verbindungsstraße zum Hühnermarkt. Im Gebäude Braubachstraße 29 liegt der Durchgang zum rekonstruierten Haus Goldenes Lämmchen. Heute ist die Braubachstraße im Bereich der Altstadt die Straße mit dem höchsten Anteil an denkmalgeschützter Originalbausubstanz in geschlossener Abfolge, auch wenn sie kaum über 100 Jahre alt ist. Im Sommer 2020 widmete die Stadt Frankfurt 20 Autostellplätze für die Außengastronomie und Fahrradstellplätze um.
Die Frankfurter Straßenbahn wurde vom Paulsplatz an der namensgebenden Frankfurter Paulskirche durch den Straßendurchbruch der Braubachstraße 1904 zur Fahrgasse und 1906 bis zum Allerheiligentor verlängert. Die sogenannte Altstadtstrecke ist ein wichtiger Abschnitt in deren Netz. Im Rahmen des Projektes Schienenfreie Innenstadt sollte die Strecke im Herbst 1986 aufgegeben werden, doch verweigerte der Regierungspräsident in Darmstadt die erforderliche Stilllegungsgenehmigung. Seit den 1990er Jahren wird der Streckenabschnitt nicht mehr in Frage gestellt. Zurzeit verkehren die Linien 11 und 12 und der Ebbelwei-Expreß auf der Altstadtstrecke.

## Bauwerke

### Allgemeines

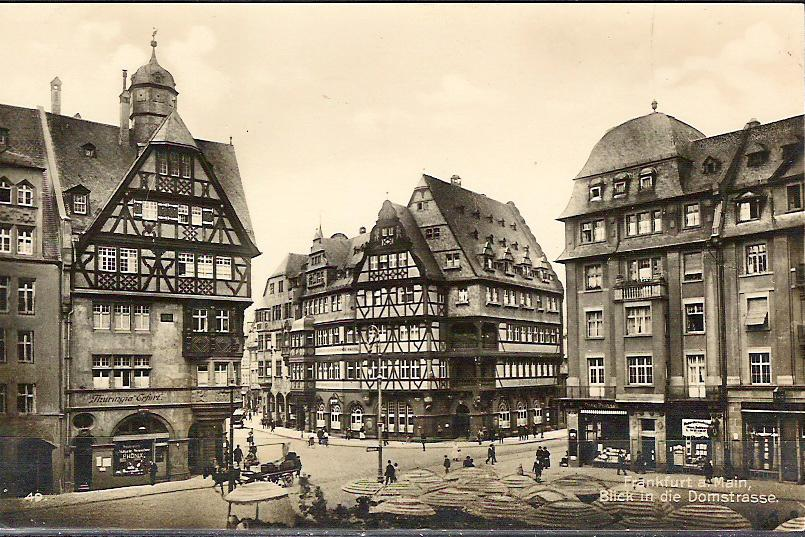
Haus zur Maus und Domrestaurant, um 1910

Entlang der Braubachstraße finden sich heute vor allem Galerien, Antiquariate und einige Restaurants. Auf der südlichen Seite befindet sich in mittiger Lage auf etwa einem Drittel der Straßenlänge das Dom-Römer-Projekt, direkt gefolgt vom neu errichteten Haus am Dom. Am östlichen Ende befindet sich auf der nördlichen Straßenseite das Museum für Moderne Kunst.
Weite Teile der Straße, insbesondere bis zur Überkreuzung mit der Domstraße, sind durch historisierende Gebäude geprägt. Diese stehen jedoch nicht mehr im ursprünglichen Kontext zur übrigen Bebauung, waren sie doch als Fortsetzung der sich dahinter in nördlicher und südlicher Richtung erstreckenden, historischen Altstadt gedacht. Auch haben viele Gebäude bis heute ihre Wirkung schmälernde, stark vereinfachte Dachaufbauten aus der direkten Nachkriegszeit. Eigentlich als Notlösung gedacht, sind sie allerdings in weiten Teilen bis heute eher die Regel und verringern die ästhetische Qualität vieler Bauten wie des gesamten Ensembles Braubachstraße erheblich.
Die Bebauung des Straßendurchbruchs verzögerte sich aus verschiedenen Gründen, vor allem aber durch den Ersten Weltkrieg. Dadurch sind entlang der Straße nicht nur verschiedene historistische Stilarten, sondern auch Bauten etwa des Expressionismus, des Reformstils oder auch der Neuen Sachlichkeit erhalten. Bei den alliierten Luftangriffen des Zweiten Weltkriegs wurden allerdings alle historistischen Fachwerkbauten entlang der Straße zerstört. Dazu zählten auch die wohl bedeutendsten Gebäude dieses Typs in Frankfurt; u. a. das Domrestaurant (ehemals Nr. 8, 1907 bis 1908, Architekten Senf & Musch, heute Gelände des Museums für Moderne Kunst) an der nordöstlichen Ecke der Kreuzung mit der Domstraße sowie das gegenüberliegende Haus zur Maus (Nr. 10, 1906, ebenfalls Architekten Senf & Musch), von dem nur noch der in einen postmodernen Neubau integrierte Erkerfuß erhalten ist. Die Braubachstraße vermittelt trotzdem noch immer auf eine in Frankfurt nicht wiederholte Weise einen breit gefächerten Einblick in die architektonische Vielfalt der ersten Hälfte des 20. Jahrhunderts.

### Gebäude im Einzelnen

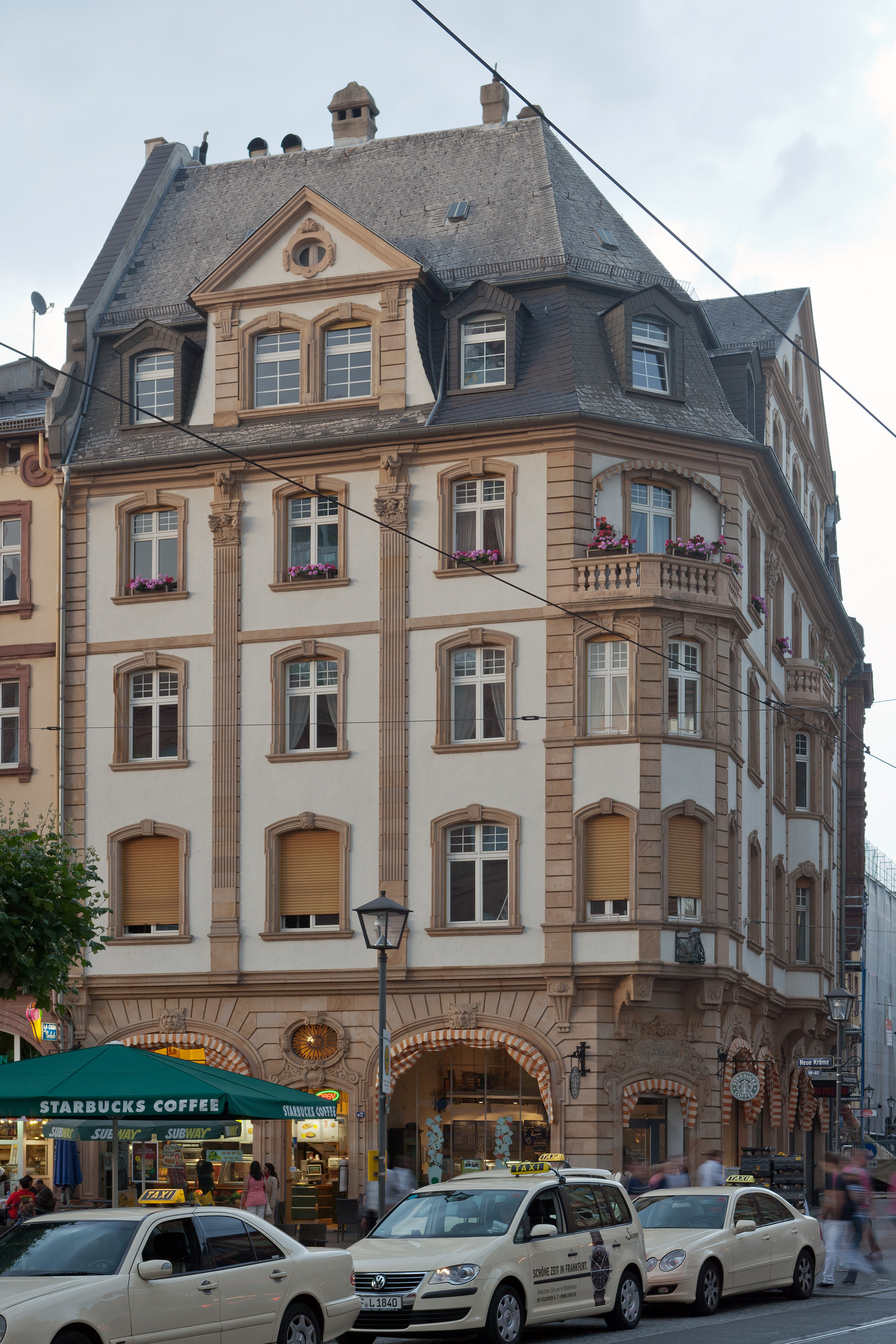
Das 1906 erbaute Haus „Kopfapotheke“

Das besterhaltene, da im Zweiten Weltkrieg nicht einmal im Dachbereich beschädigte Gebäude ist die 1906 von Architekt Fritz Geldmacher erbaute Kopfapotheke an der nördlichen Ecke zur Neuen Kräme. Sie ist heute ein gutes Beispiel für die verlorengegangenen städtebaulichen Zusammenhänge im Altstadtbereich. Ihr gegenüber standen nämlich die Häuser Zur Stadt Antwerpen sowie das Große Kaufhaus, zwei herausragende Frankfurter Profanbauten des 18. Jahrhunderts. Die neobarocke Kopfapotheke nahm ihre baulichen Merkmale auf, um hier eine natürlich gewachsene Struktur vorzutäuschen. Die baulichen Vorbilder wurden im Krieg völlig zerstört, heute ist nur noch das im reichen Rokoko-Stil gestaltete Hauszeichen der Stadt Antwerpen als Spolie erhalten, das eine Ansicht der gleichnamigen Stadt zeigt.

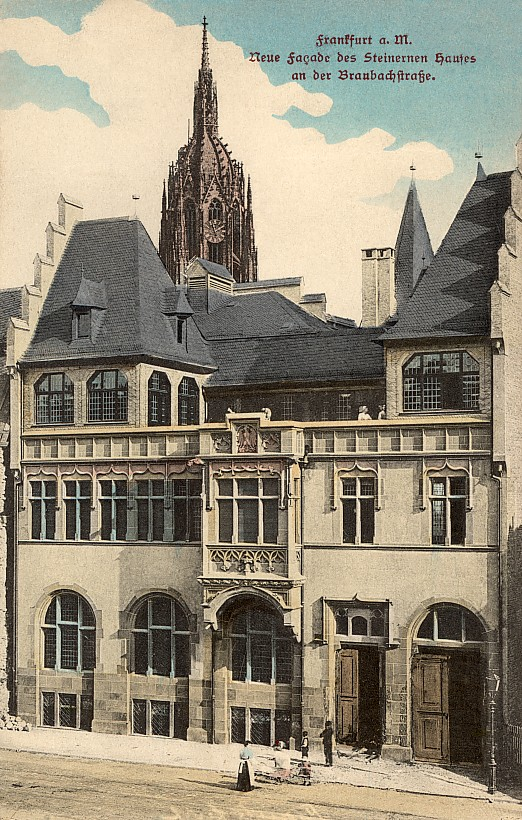
Das Neue Steinerne Haus, um 1900

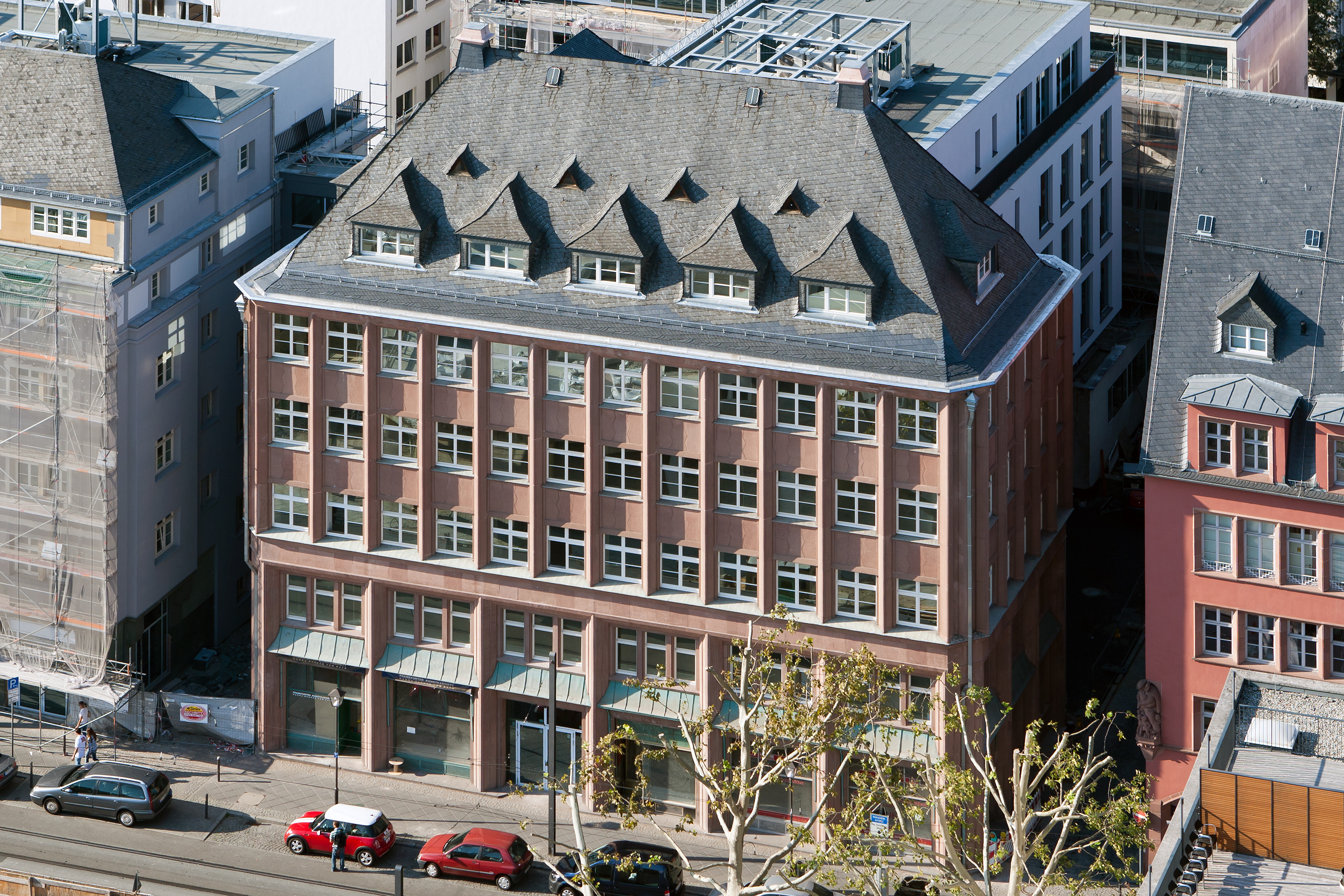
Blick vom Dom auf das Haus Braubachstraße 14–16

Das schräg gegenüberliegende Haus Nr. 37 (1906, Architekt Friedrich Sander, gegenwärtig Nutzung durch Galerie Artbox Frankfurt) im Geschmack des dritten Rokoko ist allerdings, vom Erdgeschoss abgesehen, eine nahezu perfekte Kopie der Stadt Antwerpen, doch nach falschem Wiederaufbau bis heute oberhalb des 2. Geschosses entstellt. Anstatt des ursprünglichen Ziergiebels mit reich ornamentierten Oculi findet sich hier nun ein weiteres Vollgeschoss mit weit flacherem Dach. Ebenfalls von Sander stammt das westlich anschließende Haus Nr. 39 (1907) im Stil der Neorenaissance, das im Dachbereich durch ein sehr flaches Dach stark vereinfacht erscheint, sowie das anschließende Haus zum Kranich an der Ecke zum Römerberg. Von letzterem ist nur noch das Erdgeschoss erhalten, das wiederum vom Vorgängerbau, wohl aus dem 17. Jahrhundert stammt. Das Obergeschoss des 1908 erbauten Hauses hatte der Sohn des berühmten Frankfurter Architekten und Glasmalers Alexander Linnemann, Rudolf Linnemann aufwändig historisierend bemalt. Obwohl das Haus im Zweiten Weltkrieg nur und vor allem zum Römerberg hin schwer beschädigt wurde und die Entwürfe Linnemanns zur Bemalung bis heute erhalten sind, entschloss man sich für den bis heute zu sehenden Wiederaufbau, wodurch das Gebäude seine heutige, durch die vielen freien Flächen ungestaltet erscheinende Form erhielt.
Das einzige neogotische Gebäude ist das Haus Nr. 35 (1906, Architekt Franz von Hoven), die nördliche Fortsetzung des historischen Steinernen Hauses, das seit seiner Einweihung gastronomischen Zwecken dient. Es ist in seiner gegenwärtigen Form gegenüber dem ursprünglichen Zustand allerdings erheblich vereinfacht. Die Trennlinie zwischen dem ursprünglichen und dem vereinfachten Bau verläuft, durch ein Gesims gekennzeichnet, unterhalb der Fenster des ersten Obergeschosses. Sie hatten ursprünglich gotisierende Vorhangbögen, ein zweites Obergeschoss existierte nicht. Stattdessen befand sich oberhalb des ersten Geschosses, an das eigentlich Steinerne Haus angelehnt, eine von Zinnen umsäumte Dachterrasse mit zwei umbauten Belvederchen. Diese hatten hohe Walmdächer, die Brandmauern des Hauses waren als Treppengiebel, ähnlich wie bei Haus Lichtenstein am Römerberg ausgeführt.
Das nachfolgende Haus Nr. 33 (1914, Architekt Hermann Senf) besitzt einen zentralen Balkon mit Karyatiden und ist im Stil des Neoklassizismus gehalten. Im Erdgeschoss ist ein aus dem frühen 15. Jahrhundert stammender Durchgang mit gotischem Netzgewölbe und Wappensteinen erhalten, der zum einst hier befindlichen Nürnberger Hof zu rechnen ist. Im Hinterhof der gegenüberliegenden, gegenwärtig durch ein Auktionshaus genutzten Nr. 28 (1913, Architekt A. v. Lersner) im Stil der Neorenaissance befindet sich ebenfalls ein aus dem frühen 18. Jahrhundert stammender Torbau, der einst das nördliche Ende des vorgenannten Hofes markierte.
Richtung Osten werden die Fassaden zunehmend nüchterner, da die Bebauung hier weitestgehend erst nach dem Ersten Weltkrieg erfolgte. Entsprechend finden sich vor allem neoklassische, frühmoderne und expressionistische Bauten. Exzellente Beispiele für letzteren Stil sind die im Stil eines klassischen Frankfurter Altstadthauses gehaltene Nr. 12 (1925, Architekt H. Senf, gegenwärtig Nutzung durch Galerie Edition Raphael) und die Nr. 10–12 (1926, Architekten F. Roeckle und H. Senf, gegenwärtige Nutzung durch Kunstkabinett Hanna Bekker vom Rath, Kultur für ALLE e. V., Bund Deutscher Architekten); schon der Moderne zuzurechnen ist z. B. das Handwerkerhaus (Nr. 18–22, 1926, Architekt P. Paravicini) oder die momentan als Galerie genutzte Nr. 30–32 (1927, Architekt A. Aßmann).
Eine Rekonstruktion im Rahmen des Dom-Römer-Projektes ist das Haus Braubachstraße 21, ehemals Im Rebstock 3. Es handelt sich um ein dreigeschossiges Wohn- und Wirtschaftsgebäude, das im Kern aus dem 16. Jahrhundert stammte und in der Barockzeit äußerlich verändert wurde. In der für Frankfurt typischen Bauweise erheben sich über einem steinernen Erdgeschoss zwei auskragende Fachwerkgeschosse. Das Haus steht mit der Giebelseite zur Braubachstraße, die Traufseite zum Hof Rebstock am Markt ist mit einem Zwerchhaus mit barockem Wellengiebel und mehreren Dachgauben gegliedert. Die Rekonstruktion ist ein Entwurf des Frankfurter Büros Jourdan & Müller. Das Erdgeschoss wird von der Verwaltung des St. Katharinen- und Weißfrauenstifts genutzt, einer auf das Jahr 1353 zurückgehenden gemeinnützigen Stiftung.
Westlich davon schließt sich der Neubau Braubachstraße 23 an, ein Entwurf von Eingartner Khorrami Architekten, Leipzig. Das viergeschossige Wohnhaus mit Mansarddach ist komplett mit dem für Frankfurt typischen roten Mainsandstein verkleidet. An der Nordwestecke des Gebäudes an der Neugasse ist der Apfelweintrinker montiert, eine Spolie aus dem von Hermann Senf errichteten Vorgängerbau von 1940. Das Haus Goldenes Kreuz (Braubachstraße 25b) von Bernd Albers (Architekturbüro aus Berlin), ist ein Hinterhaus zur Braubachstraße 23 und mit diesem nach historischem Vorbild durch drei Torbögen verbunden. Das dreigeschossige Haus hat wie sein Vorgänger aus dem 18. Jahrhundert ein Zwerchhaus an der nördlichen Traufseite. Die beiden Giebelseiten liegen zur schmalen Neugasse, die die Braubachstraße mit dem Hühnermarkt verbindet, und zum Hof zum Rebstock.
Auch das Nachbarhaus auf der westlichen Seite der Neugasse ist in rotem Sandstein gehalten. Das dreigeschossige Gebäude Braubachstraße 27 mit zweigeschossigem klassizistischen Giebel stammt von Eckert Neebger Suselbeek, Berlin. Das Haus Braubachstraße 29 von Bernd Albers hat zwei Fassaden: Die Vorderseite zur Braubachstraße besteht aus einem Erdgeschoss mit fünf Arkaden, darüber drei horizontal gegliederte Obergeschosse, deren oberstes durch ein Gesims abgesetzt wird. Das zurückgesetzte Dachgeschoss ist durch ein fünfachsiges Zwerchhaus, daneben jeweils zwei Mansarden, gegliedert. Das Hauptportal wird zusätzlich betont durch eine als Halbrelief ausgeführte Marienfigur. Es führt in den Innenhof des Goldenen Lämmchens. Die rückseitige Fassade zum Lämmchenhof ist eine genaue Rekonstruktion des Vorgängerbaus von 1911, der seinerseits schon eine Rekonstruktion des Zustands von 1693 war.
Das Haus Zum Glauburger Hof (Braubachstraße 31) entstand in Anlehnung an den Jugendstil-Bau von 1913, der 1970 für das Technische Rathaus abgerissen wurde. Der Entwurf stammt von Knerer und Lang Architekten, Dresden. In seine Fassade wurde der bereits von Hermann Senf vorgesehene Schriftzug Das Neue stürzt und altes Leben blüht aus den Ruinen eingelassen, die Parodie eines Satzes aus Schillers Wilhelm Tell.